# Eeva-Liisa Manner
Eeva-Liisa Manner (Helsinki, 5 de diciembre de 1921-Tampere, 7 de julio de 1995) fue una poeta, dramaturga y traductora finlandesa.

## Biografía
Nació en Helsinki el 5 de diciembre de 1921, pero pasó su juventud en Vyborg (Viipuri).

Respecto a su juventud, dijo:
 Los años de la guerra ensombrecieron mi juventud. Tenía diecisiete años cuando los aviones rusos comenzaron a bombardear mi ciudad natal de Víborg el 30 de noviembre de 1939, dañándola gravemente. En el armisticio, Víborg tuvo que ser cedido, permaneció detrás de la frontera, una fuente inagotable de nostalgia para quien tenía una afición felina y perseverante por la granja. Incluso cuando tenía diez años, tuve sueños escalofriantes sobre la destrucción de Víborg, y desde ese momento en adelante me han perseguido reflexiones sobre la naturaleza y el misterio del tiempo. Creo que tenemos una concepción falsa del tiempo; todo ya ha sucedido en algún lugar de una dimensión desconocida. 
Manner comenzó como poeta en 1944 con Mustaa ja punaista ("Negro y rojo"), aunque según algunos críticos, esta obra sobre los sentimientos de la guerra, está aún «en un estilo patológico todavía muy anticuado».
Con su revolucionaria colección de poemas, Tämä matka ("Este viaje", 1956), se consagró como una de las modernistas más influyentes de la Finlandia de la posguerra. Manner escribió más de quince colecciones originales de poemas, obras de teatro para teatro y radio, novelas y prosa breve. Tradujo extensamente la literatura clásica como contemporánea, incluyendo nombres como William Shakespeare, Lewis Carroll, Hermann Hesse y Franz Kafka.      
Su trabajo ha sido traducido a muchos idiomas. La traducción de los poemas seleccionados de Manner en inglés se publicó en 1997, y la novela Girl on Heaven's Pier en 2016 por Dalkey Archive Press. En 1993 Icaria Editorial publica los primeros poemas de Eeva-Liisa Manner traducidos al castellano en la antología "Poesía Finlandesa actual".
Murió el 7 de julio de 1995 en Tampere.     

## En la cultura popular
Eeva-Liisa Manner aparece como un personaje en el Libro III (1925-1944) (Capítulo 72 en adelante) de la serie de novelas 'A la sombra de los caídos' (TOCYP).
Sus poemas fueron musicalizados por once composiciones hechas por los actores Ursula Salo y Juha Kukkonen y la compositora y pianista Arla Salo.